# Бурмистров Олександр Олександрович
Олександр Олександрович Бурмистров (30 березня [12 квітня] 1909, місто Єнакієве, тепер Донецька область — листопад 1999, місто Київ) — український радянський партійний та громадський діяч, заступник Голови Ради Міністрів Української РСР, працівник вугільної промисловості Донбасу. Кандидат у члени ЦК КПУ (1956–1966). Член ЦК КПУ (1966—1981). Депутат Верховної Ради УРСР 4—9-го скликань (1955—1980).

## Біографія
Народився в родині шахтаря 30 березня (12 квітня) 1909 року.
З 1926 року працював на шахтах Донбасу. У 1926–1930 роках — прибиральник породи, бурильник, прохідник, вибійник шахти «Красный Профинтерн» міста Єнакієве.
Член ВКП(б) з 1929 року.
У 1936 році закінчив Московський гірничий інститут.
У 1936–1941 роках — начальник дільниці, заступник головного інженера, головний інженер шахти, начальник шахтоуправління у Сталінській і Ворошиловградській областях.
У 1941 році — секретар Орджонікідзевського (Єнакіївського) міського комітету КП(б)У Сталінської області.
У 1941–1942 роках — у Червоній армії. Учасник німецько-радянської війни.
У 1942–1943 роках — секретар Карагандинського міського комітету КП(б) Казахстану Карагандинської області.
У 1943– листопаді 1948 року — заступник завідувача відділу вугільної промисловості ЦК КП(б) України. У листопаді 1948 — грудні 1950 року — завідувач сектору вугільної промисловості відділу важкої промисловості ЦК КП(б)У. У грудні 1950 — січні 1953 року — заступник завідувача відділу важкої промисловості ЦК КП(б)У.
З січня по червень 1953 року — завідувач відділу важкої промисловості ЦК КПУ.
У червні 1953 – серпні 1954 року — завідувач відділу вугільної промисловості ЦК КПУ.
У серпні 1954 – 1968 року — завідувач відділу важкої промисловості ЦК КПУ.
1 лютого 1968 — 14 січня 1980 року — заступник Голови Ради Міністрів Української РСР.
Потім — на пенсії в місті Києві. Помер у листопаді 1999 року.

## Нагороди
- орден Леніна (26.04.1957)
- орден Жовтневої Революції
- п'ять орденів Трудового Червоного Прапора (11.04.1969,)
- орден Вітчизняної війни ІІ ст. (6.04.1985)
- медалі
- повний кавалер знаку «Шахтарська слава»